# She's All I Wanna Be
She's All I Wanna Be is een nummer van de Canadese zangeres Tate McRae uit 2022. Het is de tweede single van haar debuutalbum I Used to Think I Could Fly.
McRae schreef het nummer oorspronkelijk als ballad, maar later besloot ze er een rocknummer van te maken met invloeden uit de poppunk. Ze kreeg de inspiratie voor de plaat toen foto's van zichzelf op sociale media bekeek, en daar een onprettig gevoel bij kreeg. Het nummer wordt beschreven vanuit een meisje dat met haar vriend praat over een ander meisje, waarvan de ik-figuur vreest dat zij de nieuwe vriendin van haar vriend kan worden. De ik-figuur voelt zich onzeker omdat haar liefdesrivaal een smalle taille, een perfecte glimlach en een rijke vader heeft, waarvan de ik-figuur zelf niet kan tippen. De vriend van de ik-figuur probeert haar te verzekeren dat ze niet gestrest hoeft te raken, maar de ik-figuur is ervan overtuigd dat hij zich aangetrokken voelt tot het andere meisje. Ze heeft alles wat zij niet heeft.
"She's All I Wanna Be" werd in diverse landen een hit. Waar het in de Amerikaanse Billboard Hot 100 een bescheiden 48e positie behaalde, werd in de Nederlandse Top 40 een 15e positie gehaald. In de Vlaamse Ultratop 50 kwam de plaat op een 22e positie terecht.